# Фіґхут
Фіґхут (історія з каламбуром чи поетична гумористична історія) — гумористичне оповідання чи замальовка, що закінчується каламбуром (як правило, на загальновідому фразу), оповідання містить достатній контекст для розпізнавання каламбура. Є підвидом кудлатих історій.

## Історія
Модель оповідання усталилася від довготривалої серії коротких історій наукової фантастики «Через час і простір з Фердинандом Фіґхутом» Реджинальда Бретнора, що публікувалася в журналах «Фентезі & Сайнс фікшн», «Isaac Asimov's Science Fiction Magazine», «Amazing Stories» протягом десятиліть.
Фіґхути писав також і Айзек Азімов:
- Буква закону;
- Смерть фоя
- Певна річ